# Adam Lundqvist
Adam Lundqvist (i USA även Lundkvist), född 20 mars 1994 i Nyköping, är en svensk fotbollsspelare som spelar för BK Häcken.

## Karriär
I maj 2013 flyttades Lundqvist upp i Elfsborgs A-lag. I april 2015 förlängdes hans kontrakt fram över säsongen 2018.
I april 2018 värvades Lundqvist av amerikanska Houston Dynamo.
I januari 2024 värvades Lundqvist av BK Häcken.

## Karriärstatistik
| Klubb              | Säsong             | Liga                      | Liga    | Liga | Nationell cup | Nationell cup | Internationell cup | Internationell cup | Totalt  | Totalt |
| Klubb              | Säsong             | Division                  | Matcher | Mål  | Matcher       | Mål           | Matcher            | Mål                | Matcher | Mål    |
| ------------------ | ------------------ | ------------------------- | ------- | ---- | ------------- | ------------- | ------------------ | ------------------ | ------- | ------ |
| Nyköpings BIS      | 2010               | Division 2 Södra Svealand | 7       | 0    | —             | —             | —                  | —                  | 7       | 0      |
| Nyköpings BIS      | Totalt             | Totalt                    | 7       | 0    | —             | —             | —                  | —                  | 7       | 0      |
| IF Elfsborg        | 2013               | Allsvenskan               | 2       | 0    | 1             | 0             | 2                  | 0                  | 5       | 0      |
| IF Elfsborg        | 2014               | Allsvenskan               | 20      | 1    | 7             | 0             | 6                  | 0                  | 33      | 1      |
| IF Elfsborg        | 2015               | Allsvenskan               | 29      | 1    | 6             | 0             | 6                  | 0                  | 41      | 1      |
| IF Elfsborg        | 2016               | Allsvenskan               | 25      | 1    | 4             | 0             | —                  | —                  | 29      | 1      |
| IF Elfsborg        | 2017               | Allsvenskan               | 29      | 0    | 3             | 0             | —                  | —                  | 32      | 0      |
| IF Elfsborg        | 2018               | Allsvenskan               | 5       | 0    | 2             | 0             | —                  | —                  | 7       | 0      |
| IF Elfsborg        | Totalt             | Totalt                    | 110     | 3    | 23            | 0             | 14                 | 0                  | 147     | 3      |
| Houston Dynamo     | 2018               | Major League Soccer       | 9       | 0    | 1             | 0             | —                  | —                  | 10      | 0      |
| Houston Dynamo     | Totalt             | Totalt                    | 9       | 0    | 1             | 0             | —                  | —                  | 10      | 0      |
| Totalt i karriären | Totalt i karriären | Totalt i karriären        | 126     | 3    | 24            | 0             | 14                 | 0                  | 164     | 3      |

1. ↑  Sex matcher i Svenska cupen och en match i Svenska Supercupen.